# 方镇中
方镇中（1902年—？），河南唐河人，中国教育家，河南大学教授、校务会议主任。
方镇中1926年由李大钊帮助办理签证自费到法国留学，1932年毕业于巴黎自由政治学堂。抗日战争时期，曾担任黄埔军校、国民政府军事委员会高级政治教官及少将政治副总教官等职。抗战胜利后，担任国立河南大学法学院院长、校务委员会主任等职。